# Ściśle tajne (film 1984)
Ściśle tajne – amerykańsko-brytyjski film komediowy z 1984 roku, parodia filmów szpiegowskich.

## Opis fabuły
W NRD ma się odbyć festiwal kultury. USA zamiast Leonarda Bernsteina będzie reprezentować Nick Rivers. Festiwal ma odwrócić uwagę od planowanej aneksji sąsiedniej RFN. Dr Flammond zostaje porwany i zmuszony do skonstruowania broni o niespotykanych możliwościach rażenia. Szuka go córka Hillary Flammond, która poznaje Nicka. Przez nią zostanie wplątany w szpiegowską intrygę i wstąpi do ruchu oporu.

## Obsada
- Val Kilmer – Nick Rivers
- Lucy Gutteridge – Hillary Flammond
- Peter Cushing – szwedzki księgarz
- Jeremy Kemp – general Streck
- Christopher Villiers – Nigel „The Torch”, przywódca ruchu oporu
- Warren Clarke – pułkownik von Horst
- Harry Ditson – Du Quois, członek ruchu oporu
- Jim Carter – Déjà Vu, członek ruchu oporu
- Eddie Tagoe – Chocolate Mousse, członek ruchu oporu
- Omar Sharif – Agent Cedric
- Tristram Jellinek – Major Crumpler